# Åke Nilzén

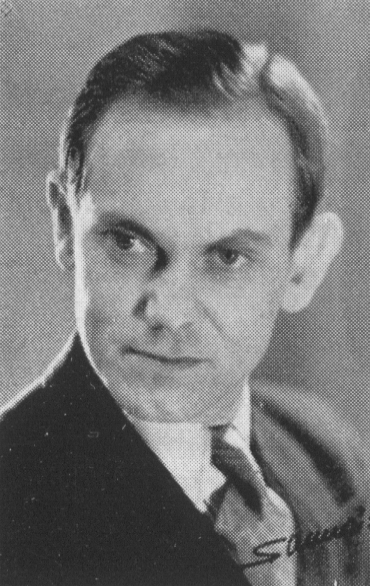
Åke Nilzén.

Åke Nilzén, född 15 maj 1913 i Kristdala, Småland, död 9 december 2005 i Oscars församling i Stockholm, var en svensk läkare och medicinsk forskare, verksam vid Karolinska institutet.
Nilzén genomgick läkarutbildning vid Uppsala universitet, där han blev medicine licentiat 1942. Han avlade medicine doktorsexamen vid Karolinska institutet 1947, och ämnet för hans doktorsavhandling var histamins roll vid nässelfeber. Detta var en tidig svensk insats i forskningen om allergiska sjukdomar, som vid detta tillfälle var ett nytt forskningsområde. Nilzén blev docent i hudens sjukdomar 1948 och deltog därefter i inrättandet av en ny enhet för allergiska sjukdomar vid Karolinska sjukhuset, och blev 1954 överläkare vid denna enhet. År 1955 blev han professor i klinisk dermatologisk allergologi vid Karolinska institutet. Han gick i pension från sin professur år 1979.
Nilzén skrev även populärvetenskapliga böcker och skrifter om allergi, riktad till personer med sjukdomen.
Nilzén var gift med systern till statsminister Olof Palme, Catharina Palme, död 15 januari 2002. Makarna är gravsatta i minneslunden på Galärvarvskyrkogården i Stockholm.